# Кэдвалла
Кэдвалла (др.-англ. Cædwalla; умер 20 апреля 689) — король Уэссекса (685—688).

## Биография
Саксонские генеалогии называют Кэдваллу потомком Кинрика, но его имя указывает на кельтское происхождение этого короля.
В 685 году Кэдвалла напал на Сассекс и убил его короля Этельвалька. Однако вскоре два элдормена южных саксов, Бертгун и Андгун, изгнали его из Сассекса. На следующий год Кэдвалла снова напал на Сассекс, убил Бертгуна, а Андгуна сделал своим вассалом. После этого Сассекс стал провинцией Уэссекса. Тогда же Кэдвалла захватил остров Уайт, который до этих пор был населён язычниками-кельтами. Он хотел их поголовно истребить и заселить остров западными саксами. Помимо этого, король поклялся отдать четвёртую часть добычи церкви. Однако местный епископ Вильфрид решил потратить золото на обращение островитян в христианство. Необходимо заметить, что сам Кэдвалла к этому времени ещё не был крещён: так, в 686 году воинами короля были убиты два Арвальда, позднее причисленные к лику святых.
В 687 году Кэдвалла вместе с братом Мулом разорили Кент. Кэдвалла оставил брата править Кентом, но кентцы восстали против Мула, захватили его в плен и сожгли заживо. На следующий год Кэдвалла предпринял карательную экспедицию, чтобы отомстить за брата, и полностью повергнул Кент в состояние хаоса.
В том же 688 году Кэдвалла, вероятно, страдая от ран, полученных в многочисленных сражениях, отрёкся от престола и отправился в паломничество в Рим. Там 10 апреля 689 года, в субботу перед Пасхой, он принял крещение от папы Сергия I, получив имя Пётр. В «Церковной истории народа англов» Беды Достопочтенного сообщается, что Кэдвалла скончался «в десятый день до майских календ», в то время как в «Англосаксонской хронике» упоминается о том, что король умер «через семь ночей» после крещения «в двенадцатый день до майских календ». Современные историки датируют смерть бывшего уэссекского монарха 20 апреля. Кэдвалла был похоронен в соборе Святого Петра в Риме. На его могиле по повелению папы римского была сделана эпитафия, текст которой Беда Достопочтенный привёл в своём сочинении.